# Asley González
Asley González, född den 5 september 1989 i Caibarién, Kuba, är en kubansk judoutövare.
Han tog OS-silver i herrarnas mellanvikt i samband med de olympiska judotävlingarna 2012 i London.